# الحدود الجزائرية المالية

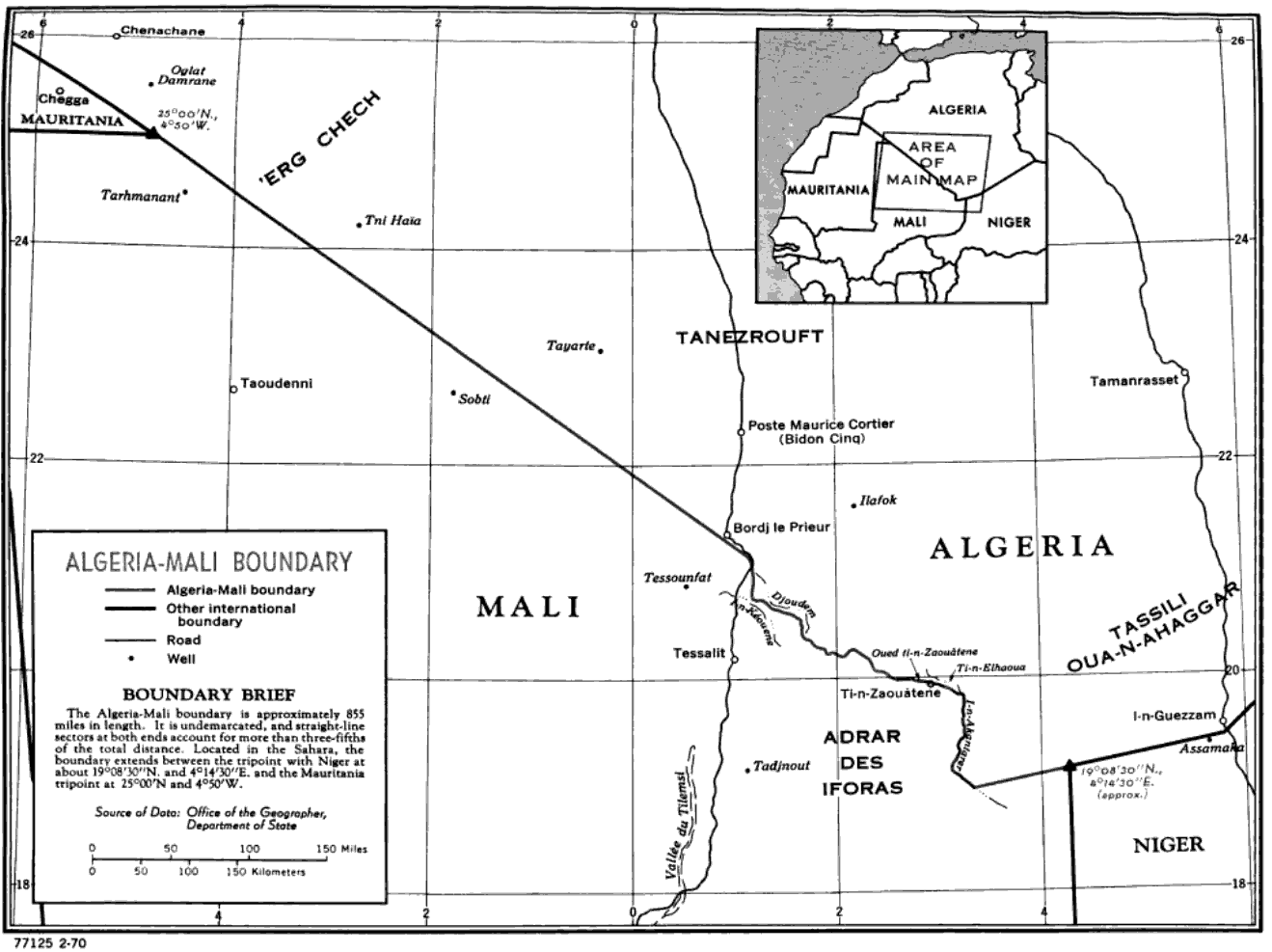
حدود الجزائر مع مالي

الحدود الجزائرية المالية هي الحدود بين الجزائر ومالي، تعتبر من بين أطول الحدود الدولية للجزائر وتبلغ 1359 كم.